# Conférence internationale anti-esclavagiste de 1889–1890
 (juin 2023).
La Conférence internationale anti-esclavagiste de 1889–1890 est une conférence ayant eu lieu à Bruxelles (Belgique) dont l'objet fut la dénonciation de l'esclavage en Afrique. Elle s'est tenue du 18 novembre 1889 au 2 juillet 1890 et s'est conclue par l'adoption de la convention de Bruxelles pour l'interdiction de la traite et de l'esclavage en Afrique, signée par la grande majorité des puissances d'alors.  
Elle favorise les politiques colonialistes justifiées par l’argument anti-esclavagiste.  

## Historique

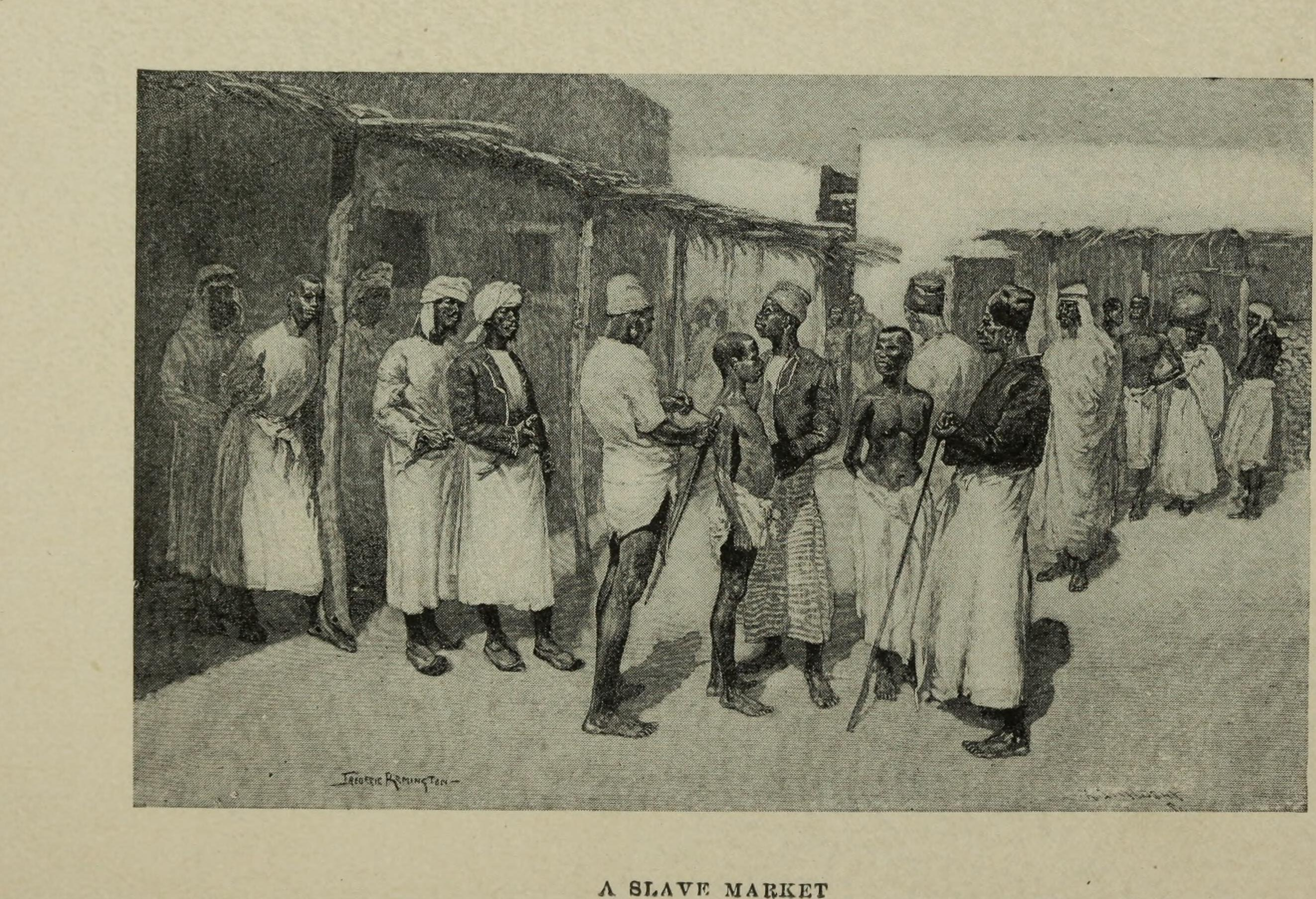
Frederic Remington, Marché aux esclaves en Afrique représenté dans un ouvrage de 1893 d'Henry Morton Stanley.

Prenant appui sur la campagne anti-esclavagiste lancée en 1888 par le cardinal Charles Lavigerie — et en cohérence avec l'acte général de la conférence de Berlin (1884-1885) qui fixait l’interdiction de l'esclavage et attribuait à Léopold II la possession à titre privé de l' « État indépendant du Congo », — la conférence de Bruxelles fournissait une excellente façade éthique et humanitaire à l’entreprise de Léopold II au Congo : l’éradication de la traite — opérée à Zanzibar par les commerçants musulmans comme Tippo Tip — et de l'esclavage étaient de puissants arguments pour ouvrir continent africain au commerce et à la « civilisation » par le colonialisme. Ainsi, la population du Congo sous la domination belge diminue de moitié entre 1880 et 1926.

## Conséquences
La convention entre en vigueur en 1892 malgré les limites exposées par l'historienne américaine Suzanne Miers Oliver (1922-2016) : 

« Elle ne contenait aucun mécanisme d'application et ne couvrait pas les divers dispositifs, y compris le travail forcé et l'engagisme par lesquels les puissances européennes exploitaient les Africains. 
Cependant, il était dans l'intérêt des dirigeants coloniaux de réprimer les raids d'esclaves, le commerce d'esclaves à grande échelle et l'exportation d'esclaves, et ceux-ci ont pris fin lorsque leurs administrations ont été établies. L'esclavage lui-même, non couvert par la convention, a été toléré pendant de nombreuses années, et le petit commerce d'esclaves, ainsi qu'un petit trafic d'exportation, se sont poursuivis dans certaines régions jusqu'à la fin de la domination coloniale.
La conférence de Bruxelles a attiré l'attention sur les maux de la traite. Et la convention, tout en servant les intérêts des puissances coloniales, les a obligés à la supprimer. Les défenseurs des droits humains y ont vu un triomphe, une étape importante dans la doctrine de la tutelle. Les principes qui y sont énoncés ont été avalisés par la Société des Nations puis ultérieurement par l'Organisation des Nations unies. »

Le 10 septembre 1919, la convention de Saint-Germain-en-Laye étend la prohibition, en ordonnant « la suppression complète de l’esclavage sous toutes ses formes », ouvrant la voie à la convention de la SDN relative à l'esclavage du 25 septembre 1926.